# Wenzel Leopold Chlumčanský von Přestavlk

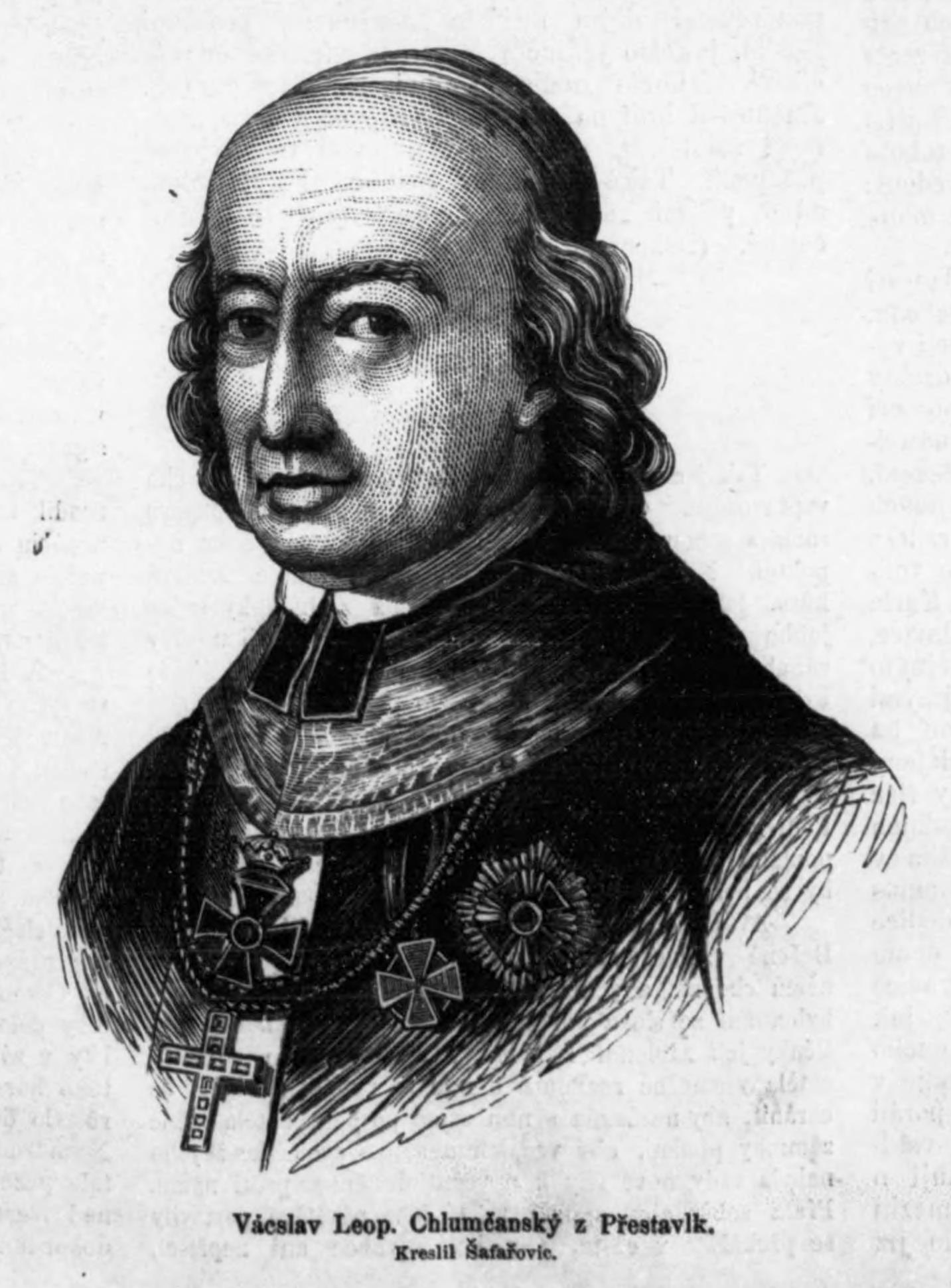
Wenzel Leopold Chlumčanský von Přestavlk, 1867

Wappen Wenzel Leopold Fürst Chlumčanský Ritter von Přestavlk und Chlumetz, Bischof von Leitmeritz (1802–1815)

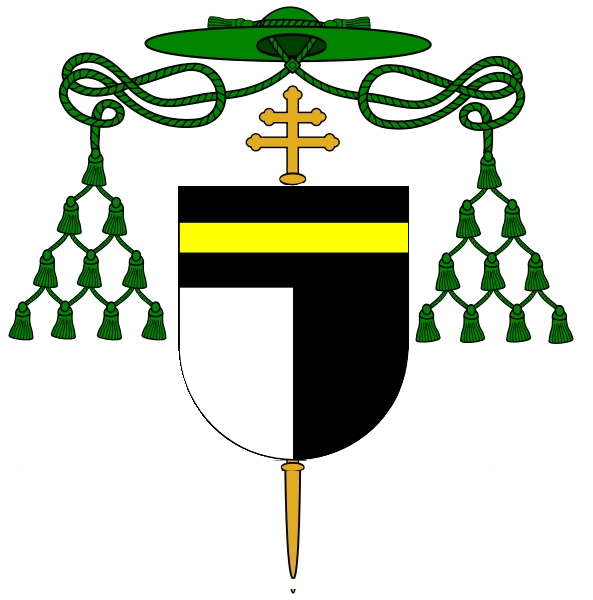
Wappen Wenzel Leopold Fürst Chlumčanský Ritter von Přestavlk und Chlumetz, Erzbischof von Prag (1815–1830)

Wenzel Leopold Fürst Chlumčanský Ritter von Přestavlk und Chlumetz; tschech.: Václav Leopold Chlumčanský z Přestavlk a Chlumčan; (* 15. November 1749 auf Schloss Hostitz, Südböhmen; † 14. Juni 1830 in Prag) war Bischof von Leitmeritz und Erzbischof von Prag.

## Werdegang
Wenzel Leopold Chlumčanský war ein Sohn des Anton Chlumčanský von Přestavlk. Nach dem Besuch der Gymnasien in Deutsch Brod und Prag studierte Chlumčanský ab 1765 in Prag als Alumne des St.-Wenzel-Seminars und des Bartholomäus-Konviktes Philologie, die er 1768 mit dem Grad eines Dr. phil., und Theologie, die er 1771 mit dem theologischen Baccalauréat abschloss. Nach der Priesterweihe war er mehrere Jahre an verschiedenen Orten als Kaplan bzw. Pfarrer tätig. 1779 wurde er in das Prager Domkapitel aufgenommen und wirkte am Veitsdom als deutscher Prediger. Im Jahre 1784 kaufte er von seinem Bruder Adalbert das väterliche Gut Hostitz. Später wurde er Archidiakon und am 1. Juni 1795 zum Titularbischof von Canea und Weihbischof in Prag ernannt. Die Bischofsweihe spendete ihm am 28. September 1795 Erzbischof Wilhelm Florentin von Salm-Salm. Dieser ernannte ihn 1796 zu seinem Generalvikar. 1799 veräußerte er das Gut Hostitz an Joachim Zadubský von Schönthal.

### Bischof von Leitmeritz
Nach dem Tod des Leitmeritzer Bischofs Ferdinand Kindermann von Schulstein nominierte Kaiser Franz I. Wenzel Leopold Chlumčanský von Přestavlk zu dessen Nachfolger. Der päpstlichen Bestätigung vom 29. März 1802 folgte am 30. Juni d. J. die Amtseinführung. Er war Primas des Königreichs Böhmen.
In seine Leitmeritzer Amtszeit fielen die napoleonischen Kriege, die viel Elend und Zerstörungen hinterlassen haben. Chlumčanský visitierte seinen Sprengel und veranlasste wirtschaftliche Maßnahmen auf den bischöflichen Gütern, deren Gebäude verwahrlost waren und restauriert werden mussten. Auch die Residenzen der Domherren mussten instand gesetzt werden. Die Finanzierung erfolgte mit Darlehen aus dem Religionsfonds, die in den nächsten Jahren zurückgezahlt werden mussten. Mit eigenen Mitteln unterstützte er Arme und Bedürftige. Das 1804 eröffnete Priesterseminar konnte 1810 im ehemaligen Jesuitenkolleg untergebracht werden.
Für seine Verdienste ernannte ihn der Kaiser zum Geheimen Rat und beabsichtigte, ihn zum Erzbischof von Lemberg zu erheben, was jedoch Chlumčanský mit Hinweis auf Sprachschwierigkeiten ablehnte.

### Erzbischof von Prag
Nach dem Tod des Prager Erzbischofs Wilhelm Florentin von Salm-Salm nominierte der Kaiser am 30. Dezember 1814 Chlumčanský zu dessen Nachfolger. Die päpstliche Bestätigung folgte am 15. März 1815, die Inthronisation am 15. Mai d. J.
Auch als Prager Erzbischof war ihm die Fürsorge für die Armen und Bedürftigen ein Anliegen. Er gründete eine Stiftung zur Förderung des Priesternachwuchses und erließ für das Priesterseminar neue Vorschriften. Den Zielen der tschechisch-nationalen Wiedergeburt stand er verständnisvoll gegenüber und unterstützte sie.
Chlumčanský Amtszeit war mehrere Jahre überschattet durch die Vorgänge um den Religionsphilosophen Bernard Bolzano, gegen den auf Weisung des Kaisers und der Kurie eine Anklage erhoben wurde und der schließlich als Hochschullehrer entlassen werden musste.

## Verwandtschaft
Wenzel Leopold Chlumčanskýs Schwester Maria Anna (1753–1819) war mit dem Prager Juristen und Universitätsprofessor Joseph Freiherr von Bretfeld zu Cronenburg verheiratet. Deren Sohn war Franz Joseph Freiherr von Bretfeld-Chlumczansky zu Cronenburg.